# 利物浦座堂
利物浦基督座堂（英語：Cathedral Church of Christ in Liverpool）是英格兰城市利物浦的一座教堂，圣公会利物浦教区的主教座堂，位于市中心的圣James山上。这是全世界第5大主教座堂。其总长度为188.67米，宽60米，总面积为9,687平方米。
利物浦主教座堂主要用取自郊区的砂岩建造。它的钟楼是世界最大的钟楼，也是世界最高的钟楼之一，高达101米。教堂的13口大钟位于67米高处，重达31吨，是全世界最高和最重的。
在利物浦有2座主教座堂，这一座是圣公会的主教座堂，另一座是罗马天主教的利物浦基督君王主教座堂位于北面半英里处。

## 建造
1880年，John Charles Ryle被任命为利物浦教区首任主教，但是该教区没有主教座堂，只能暂时使用相当普通的圣彼得教堂。经过许多辩论之后，教会和市民领袖一致同意应该新建一座主教座堂，1902年，进行公开的设计竞赛。
对于建筑师而言，这是非常重要的事件；它不仅是20世纪最大的建筑工程之一，而且是16世纪英格兰宗教改革以后仅有的3座新建的圣公会主教座堂之一（另外两座是：圣保罗座堂，重建于1666年伦敦大火之后；另一座是建于19世纪的特鲁罗座堂）。
有100多名建筑师参加了设计竞赛，最终，从未设计过建筑的22岁的学生贾莱斯·吉尔伯特·斯科特赢得了竞赛，当委员会发现他是一名天主教徒时，引起了更大的争议，但是决定并未被更改。

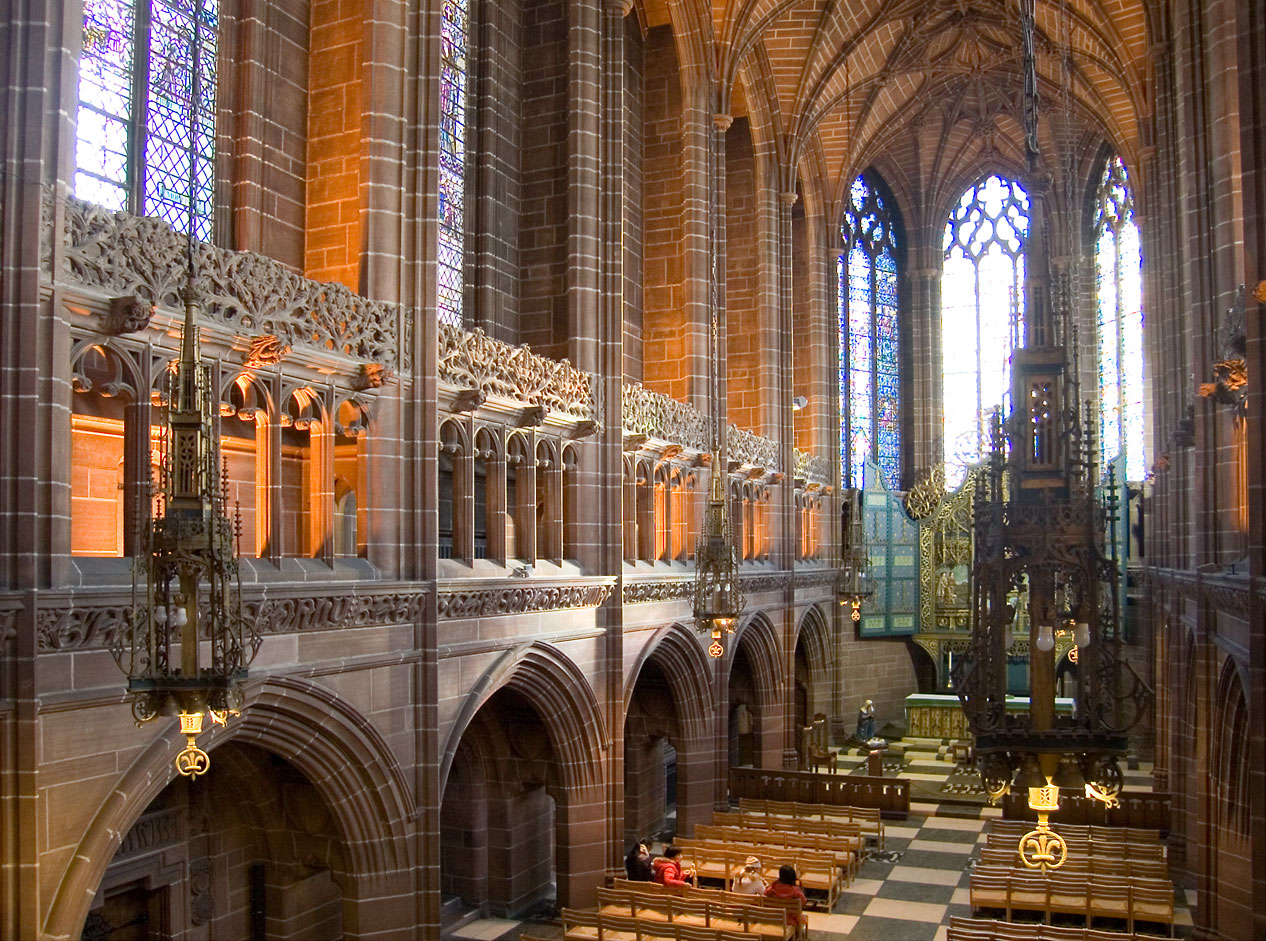
圣母小堂(Lady Chapel)

斯科特虽然年轻，但是他精通哥特式教会建筑，他的祖父和父亲曾经设计过无数的教堂。由于他缺少经验，座堂委员会另外指定一人负责监督设计和建造的细节。
1904年，国王爱德华七世主持了奠基典礼。1910年Lady Chapel首先开放。这是较多反映斯科特初期设计思想的部分。此后斯科特的设计有所改动。斯科特最初的设计是模仿达勒姆座堂，在西端设计了双钟楼，修订的方案改为单钟楼。斯科特的建筑风格也有所改变，减少了哥特式装饰，引进了较现代的monumental风格。座堂委员会批准了新方案，因为这使教堂内部更为宽敞。圣餐台完成后，1924年教堂举行献堂典礼，但是直到1940年才举行定期礼拜。钟楼完成于1942年，但是第二次世界大战和通货膨胀延缓了工程，直到1978年才全部完成，而斯科特本人已经在1960年去世。

## 其他

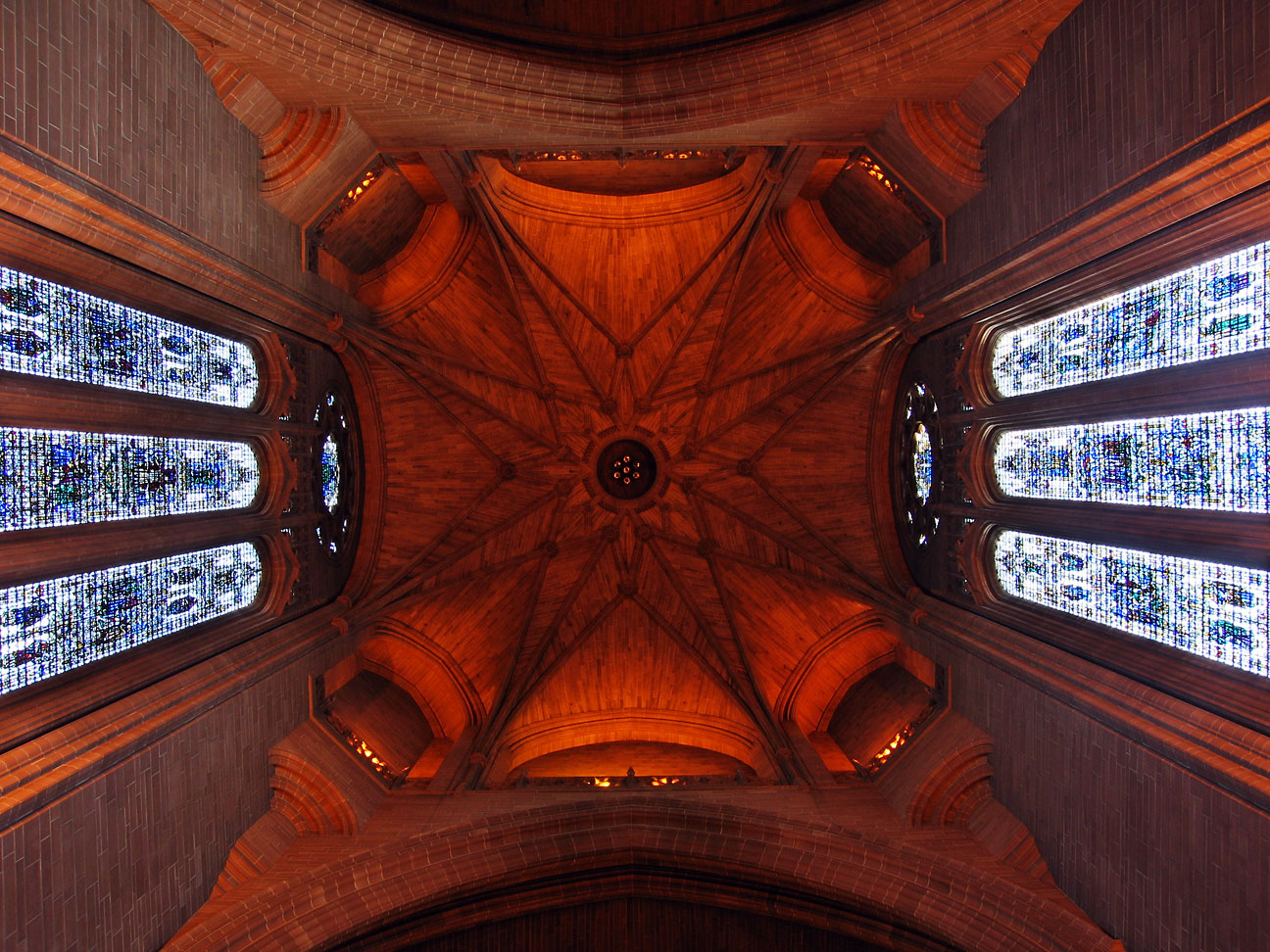
教堂内部钟楼下方的拱顶

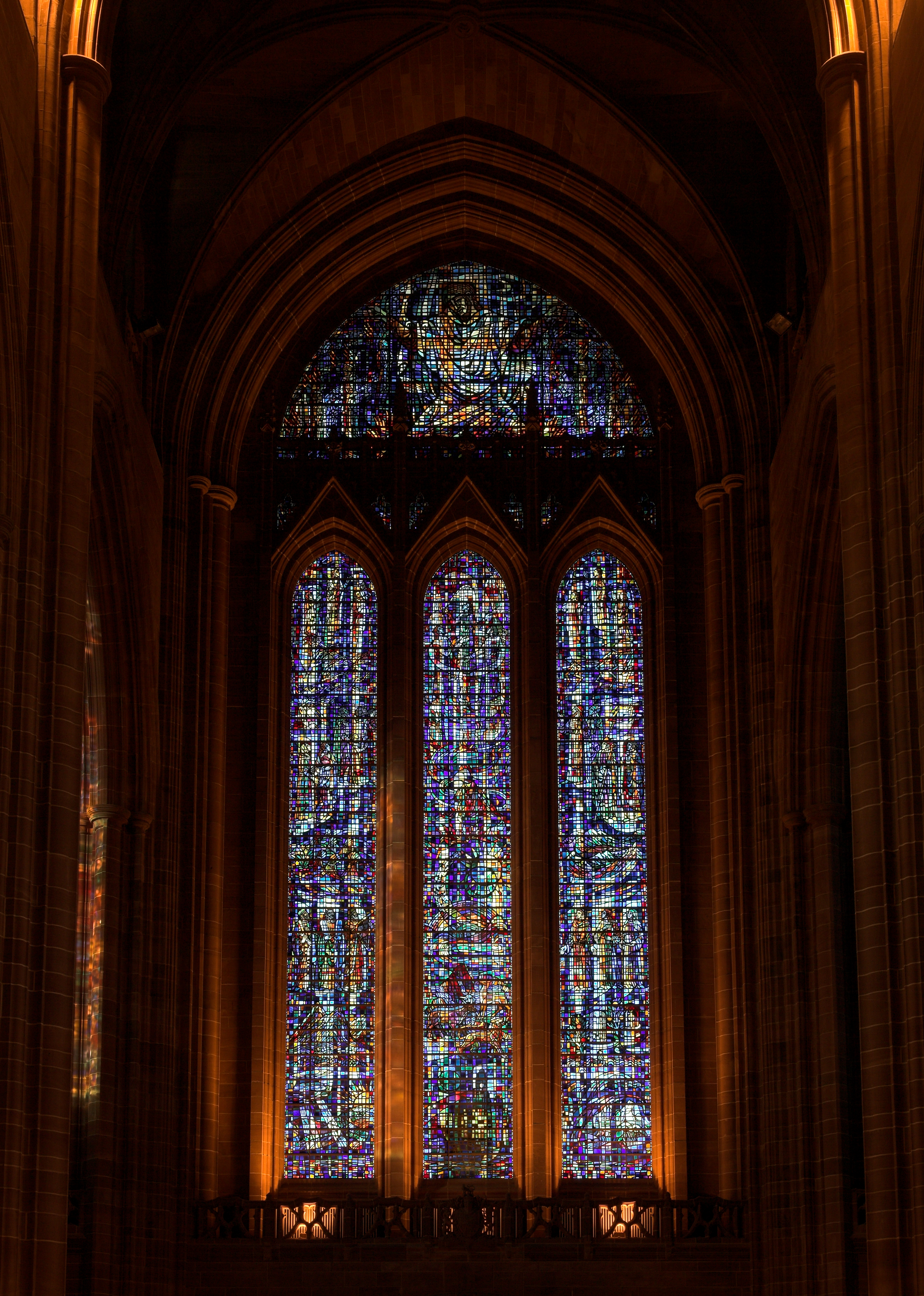
西窗

进入教堂参观是免费的，但是希望登上钟楼者需要另付费用。教堂每天从上午8:00到下午6:00开放，每个星期日举行礼拜。
苏格兰长老会的利物浦圣安德鲁堂会使用座堂的西侧房屋进行主日崇拜。在1975年以前，该堂会在Rodney街有自己的教堂（建于1823年），现已关闭。